# Pattaya
Pattaya (tiếng Thái: พัทยา, đọc là Bát-ta-da) là một thành phố của Thái Lan nằm bên bờ biển phía Đông của vịnh Thái Lan, cách thủ đô Bangkok khoảng 165 km về phía Đông Nam, thuộc tỉnh Chon Buri, miền Đông Thái Lan. Đây là một trong những trung tâm du lịch lớn nhất của Thái Lan với 5 triệu du khách đến thăm vào năm 2004.
Thành phố có 95.000 dân có đăng ký cư trú năm 2004. Con số này không bao gồm một số lượng lớn dân Thái đến làm việc tại đây nhưng không đăng ký cư trú và nhiều du khác nước ngoài ở lại dài ngày. Thành phố Pattaya (Thái Lan: เมือง พัทยา RTGS: Mueang Phatthaya) là một khu vực đô thị tự quản nằm trên toàn bộ tambon Nong Prue và Na Klua cũng như một phần của Huai Yai và Nong Pla Lai. Thành phố nằm trong khu vực công nghiệp bờ biển phía Đông, cùng với Si Racha, Laem Chabang và Chon Buri. Pattaya là trung tâm của khu vực đô thị Pattaya-Chonburi - khu đô thị ở tỉnh Chonburi — với tổng dân số khoảng 1.000.000 người.

## Lịch sử
Cái tên Pattaya phát triển từ cuộc diễu hành của Phraya Tak (sau này là Vua Taksin) và quân đội của ông từ Ayutthaya đến Chanthaburi, diễn ra trước sự sụp đổ của cố đô trước quân xâm lược Miến Điện năm 1767.
Khi quân đội của ông đến vùng lân cận của Pattaya, Phraya Tak đã gặp quân đội của một lãnh đạo địa phương tên là Nai Klom, người đã cố gắng ngăn chặn ông ta. Khi hai người gặp mặt, Nai Klom rất ấn tượng với phong cách trang nghiêm của Phraya Tak và kỷ luật nghiêm khắc của quân đội. Ông đầu hàng mà không xảy ra một cuộc chiến nào và tham gia lực lượng của Phraya Tak. Nơi quân đội đối đầu với nhau sau đó được gọi là "Thap Phraya", có nghĩa là "quân đội của Phraya". Sau này trở thành Pattaya, tên của gió thổi từ phía tây nam về phía đông bắc vào đầu mùa mưa.
Pattaya vẫn còn là một làng chài đánh bắt cá cho đến thập niên 1960. Sau đó, trong thời kì chiến tranh Việt Nam, quân đội Mỹ đóng quân ở U-Tapao và các căn cứ khác của Mỹ tại Thái Lan bắt đầu đến Pattaya để nghỉ ngơi và thư giãn. Pattaya đã phát triển thành một khu vực nghỉ dưỡng ven biển nổi tiếng.
Ngày nay, thành phố trở thành phố biển nổi tiếng khắp thế giới bởi một dịch vụ đặc biệt gọi là "sex-show". Tuy bị cấm về mặt pháp luật, nhưng các dịch vụ về tình dục vẫn phát triển tại đây như một đặc trưng của thành phố.
Một câu chuyện, chưa được xác minh bởi một nguồn đáng tin cậy, kể rằng sự phồn thịnh của Pattaya bắt đầu khi một nhóm 500 lính Mỹ đóng quân tại căn cứ quân sự ở Korat được đưa đến Pattaya ngày 29 tháng 6 năm 1959 trong một tuần nghỉ ngơi và thư giãn. Họ thuê một số ngôi nhà ở cuối phía nam của bãi biển từ một người Thái nổi tiếng, Lord Sunthorn. Mặc dù thời gian ở lại ngắn ngủi, những người lính đã có một thời gian tuyệt vời và cực kì ấn tượng về nơi này. Sự truyền miệng giữa các lính Mỹ với nhau về Pattaya đã được bàn tán rầm rộ và Pattaya nhanh chóng trở thành một điểm du lịch thay thế nóng bỏng cho Bangkok.

## Khí hậu
Pattaya có khí hậu nhiệt đới vừa ẩm ướt vừa khô hạn, được chia thành các mùa sau: nóng và khô (tháng 12 đến tháng 2), nóng và ẩm (tháng 3 và tháng 4) và nóng và mưa (tháng 5 đến tháng 11).
| Dữ liệu khí hậu của Pattaya (1981–2010)                                                           | Dữ liệu khí hậu của Pattaya (1981–2010) | Dữ liệu khí hậu của Pattaya (1981–2010) | Dữ liệu khí hậu của Pattaya (1981–2010) | Dữ liệu khí hậu của Pattaya (1981–2010) | Dữ liệu khí hậu của Pattaya (1981–2010) | Dữ liệu khí hậu của Pattaya (1981–2010) | Dữ liệu khí hậu của Pattaya (1981–2010) | Dữ liệu khí hậu của Pattaya (1981–2010) | Dữ liệu khí hậu của Pattaya (1981–2010) | Dữ liệu khí hậu của Pattaya (1981–2010) | Dữ liệu khí hậu của Pattaya (1981–2010) | Dữ liệu khí hậu của Pattaya (1981–2010) | Dữ liệu khí hậu của Pattaya (1981–2010) |
| Tháng                                                                                             | 1                                       | 2                                       | 3                                       | 4                                       | 5                                       | 6                                       | 7                                       | 8                                       | 9                                       | 10                                      | 11                                      | 12                                      | Năm                                     |
| ------------------------------------------------------------------------------------------------- | --------------------------------------- | --------------------------------------- | --------------------------------------- | --------------------------------------- | --------------------------------------- | --------------------------------------- | --------------------------------------- | --------------------------------------- | --------------------------------------- | --------------------------------------- | --------------------------------------- | --------------------------------------- | --------------------------------------- |
| Cao kỉ lục °C (°F)                                                                                | 36.0 (96.8)                             | 37.1 (98.8)                             | 37.3 (99.1)                             | 37.0 (98.6)                             | 36.0 (96.8)                             | 35.4 (95.7)                             | 34.9 (94.8)                             | 34.5 (94.1)                             | 33.7 (92.7)                             | 33.8 (92.8)                             | 35.6 (96.1)                             | 35.9 (96.6)                             | 37.3 (99.1)                             |
| Trung bình ngày tối đa °C (°F)                                                                    | 30.6 (87.1)                             | 31.1 (88.0)                             | 31.8 (89.2)                             | 32.9 (91.2)                             | 32.4 (90.3)                             | 31.7 (89.1)                             | 31.4 (88.5)                             | 31.2 (88.2)                             | 31.0 (87.8)                             | 30.8 (87.4)                             | 30.5 (86.9)                             | 30.0 (86.0)                             | 31.3 (88.3)                             |
| Trung bình ngày °C (°F)                                                                           | 26.3 (79.3)                             | 27.3 (81.1)                             | 28.2 (82.8)                             | 29.3 (84.7)                             | 29.2 (84.6)                             | 28.9 (84.0)                             | 28.5 (83.3)                             | 28.4 (83.1)                             | 27.7 (81.9)                             | 27.0 (80.6)                             | 26.7 (80.1)                             | 25.9 (78.6)                             | 27.8 (82.0)                             |
| Tối thiểu trung bình ngày °C (°F)                                                                 | 23.0 (73.4)                             | 24.4 (75.9)                             | 25.4 (77.7)                             | 26.3 (79.3)                             | 26.4 (79.5)                             | 26.3 (79.3)                             | 26.0 (78.8)                             | 26.0 (78.8)                             | 25.2 (77.4)                             | 24.4 (75.9)                             | 23.7 (74.7)                             | 22.5 (72.5)                             | 25.0 (77.0)                             |
| Thấp kỉ lục °C (°F)                                                                               | 16.4 (61.5)                             | 18.5 (65.3)                             | 17.7 (63.9)                             | 20.8 (69.4)                             | 21.5 (70.7)                             | 21.3 (70.3)                             | 21.4 (70.5)                             | 22.0 (71.6)                             | 21.5 (70.7)                             | 19.8 (67.6)                             | 16.7 (62.1)                             | 14.6 (58.3)                             | 14.6 (58.3)                             |
| Lượng mưa trung bình mm (inches)                                                                  | 15.6 (0.61)                             | 14.3 (0.56)                             | 53.3 (2.10)                             | 64.0 (2.52)                             | 148.3 (5.84)                            | 119.0 (4.69)                            | 97.4 (3.83)                             | 97.6 (3.84)                             | 204.7 (8.06)                            | 216.1 (8.51)                            | 72.1 (2.84)                             | 8.3 (0.33)                              | 1.110,7 (43.73)                         |
| Số ngày mưa trung bình                                                                            | 1.6                                     | 2.5                                     | 4.5                                     | 6.4                                     | 11.8                                    | 12.0                                    | 12.4                                    | 13.1                                    | 16.6                                    | 17.3                                    | 6.0                                     | 1.4                                     | 105.6                                   |
| Độ ẩm tương đối trung bình (%)                                                                    | 73                                      | 77                                      | 77                                      | 77                                      | 78                                      | 77                                      | 77                                      | 77                                      | 81                                      | 83                                      | 76                                      | 70                                      | 77                                      |
| Số giờ nắng trung bình tháng                                                                      | 229.4                                   | 211.9                                   | 238.7                                   | 204.0                                   | 155.0                                   | 114.0                                   | 117.8                                   | 114.7                                   | 108.0                                   | 145.7                                   | 189.0                                   | 226.3                                   | 2.054,5                                 |
| Số giờ nắng trung bình ngày                                                                       | 7.4                                     | 7.5                                     | 7.7                                     | 6.8                                     | 5.0                                     | 3.8                                     | 3.8                                     | 3.7                                     | 3.6                                     | 4.7                                     | 6.3                                     | 7.3                                     | 5.6                                     |
| Nguồn 1: Thai Meteorological Department                                                           |                                         |                                         |                                         |                                         |                                         |                                         |                                         |                                         |                                         |                                         |                                         |                                         |                                         |
| Nguồn 2: Office of Water Management and Hydrology, Royal Irrigation Department (sun and humidity) |                                         |                                         |                                         |                                         |                                         |                                         |                                         |                                         |                                         |                                         |                                         |                                         |                                         |

## Nhân khẩu

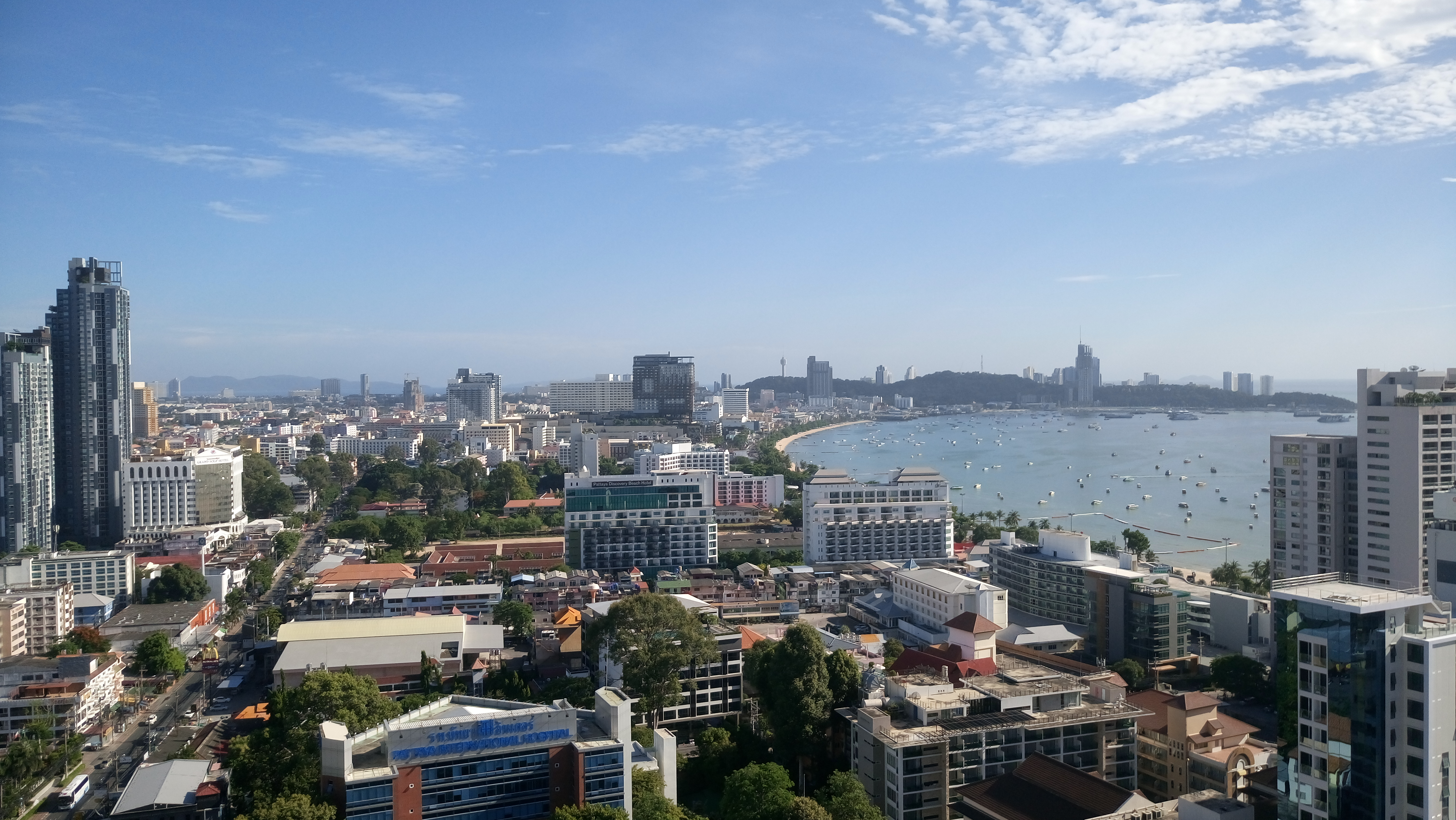
Trung tâm Pattaya vào ban ngày

Thành phố (mueang) có 320.262 người cư trú và được tính vào điều tra dân số năm 2010 (Tổng cục Thống kê Quốc gia). Hầu hết những người này được tính là người Thái Lan, với hầu hết người di cư sang Pattaya không được công nhận, mặc dù chi tiết khá phức tạp vì thậm chí người Thái bản địa không có quốc tịch, và công nhân nhập cư đã được thường xuyên hóa rộng rãi (mặc dù có áp lực từ nước ngoài). Vì vậy, dân số điều tra thậm chí không đại diện cho tổng số. Đối với công dân Thái Lan và thường trú nhân hợp pháp (rất ít) đăng ký thành phố là quê hương của họ, chính quyền tỉnh đã ghi nhận dân số là 107.944 vào năm 2010, tăng khiêm tốn lên 118.511 vào năm 2017. Cũng như khu vực thủ đô Bangkok, số liệu đăng ký của một cơ quan khác so với Cục Thống kê Quốc gia hầu như không nắm bắt được phạm vi biến đổi đô thị đã xảy ra trong khoảng thời gian đó - nền kinh tế phụ thuộc vào số lượng lớn lao động Thái bình thường. trong thành phố vẫn được đăng ký tại quê hương của họ, có nhiều doanh thu việc làm và đến và từ thủ đô, cũng như di cư nông nghiệp theo mùa. Lao động nhập cư từ các quốc gia láng giềng, và nhiều người nước ngoài lâu dài cư trú tại thành phố như người về hưu hoặc tự làm chủ hoặc ký hợp đồng theo truyền thống không được tính. Chưa bao giờ có một con số được công bố đáng tin cậy cho tổng dân số, nhưng suy nghĩ của nó là khá lớn (theo thứ tự nửa triệu người) cho sự phổ biến và số lượng công nhân nhập cư thay thế cho lao động Thái Lan. Thành phố Pattaya không bao gồm một số khu vực lân cận như Nong Prue (73.901 người trong điều tra dân số năm 2010) và Huay Yai.

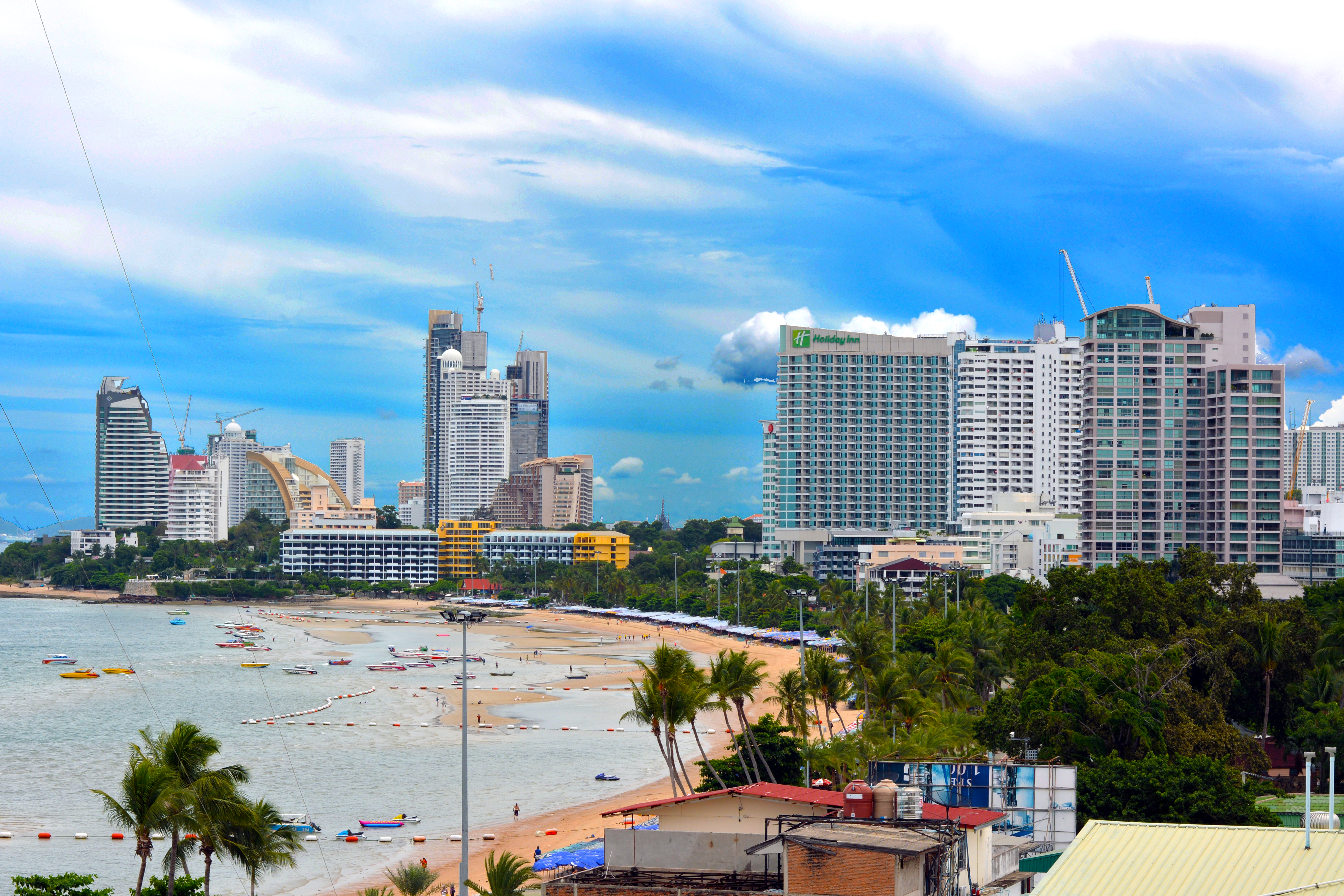
Một góc Pattaya

Ngoài ra, Pattaya còn có nguồn dân cư đông đúc từ du lịch ngắn hạn, với 2000 khách sạn và 136.000 phòng luôn có sẵn khách du lịch vào năm 2015.
Do ngành du lịch, nhiều người từ vùng đông bắc Thái Lan (như Isan, vùng nghèo nhất Thái Lan) đã đến làm việc tại Pattaya, và được tính cho các mục đích điều tra dân số ở quê nhà của họ.

Có một cộng đồng người nước ngoài hưu trí đang phát triển nhanh chóng sống ở Pattaya. Di dân Thái Lan có một loại thị thực đặc biệt cho người nước ngoài trên 50 tuổi muốn nghỉ hưu ở Thái Lan. Pattaya hấp dẫn đối với nhiều người về hưu từ các quốc gia khác không chỉ vì khí hậu và lối sống kỳ lạ, dễ dàng, mà còn bởi vì chi phí sinh hoạt thấp hơn so với nhiều quốc gia khác.

## Du lịch

### Các địa danh

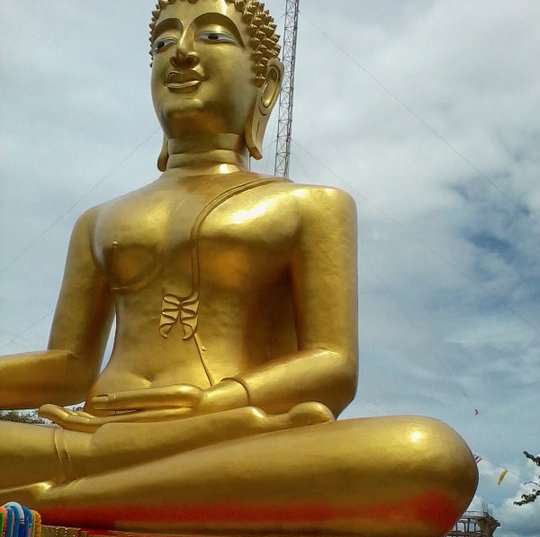
Tượng Phật tại Wat Khao Phra Bat sau khi nó được sơn vàng

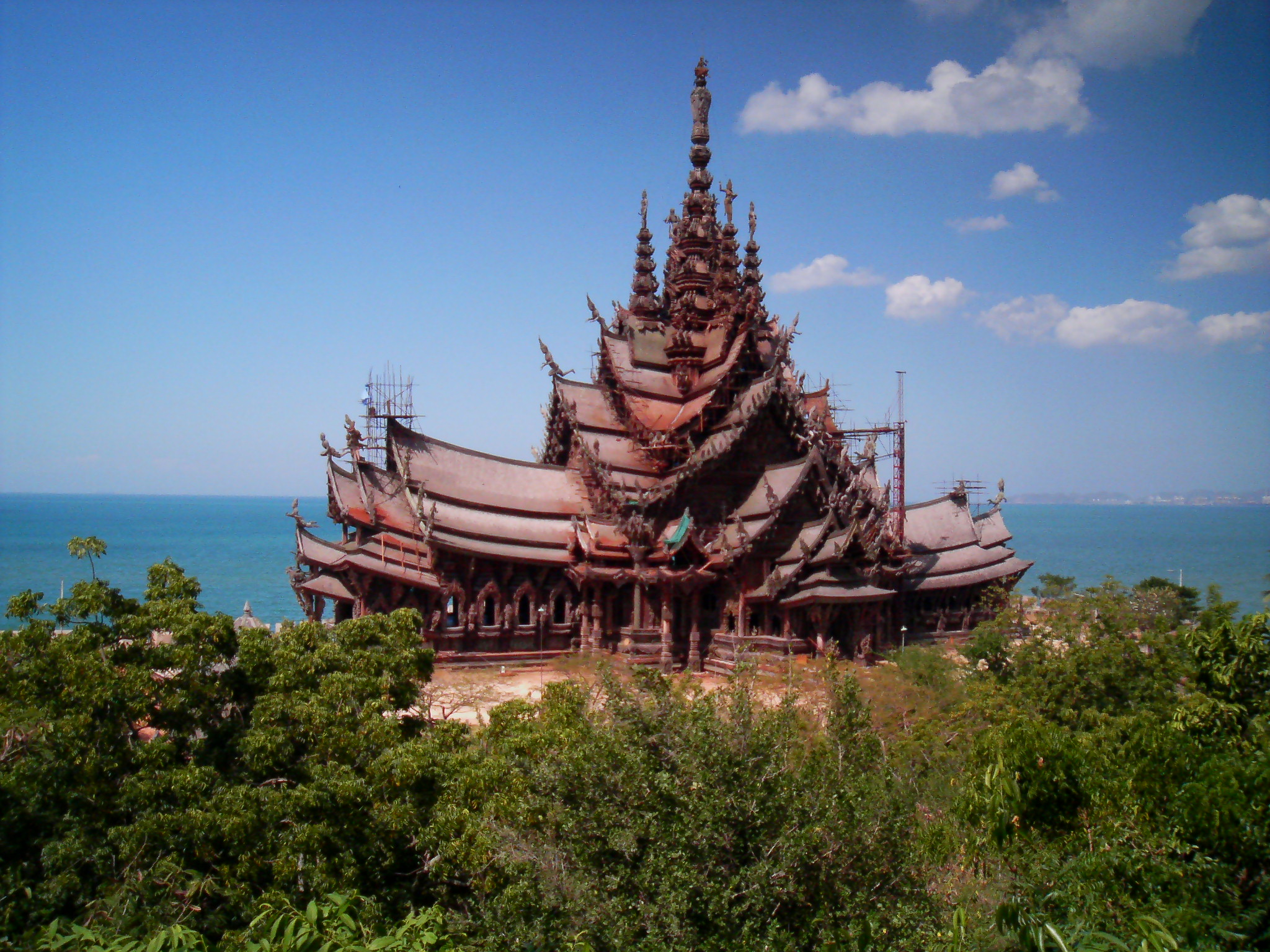
Đền chân lý.

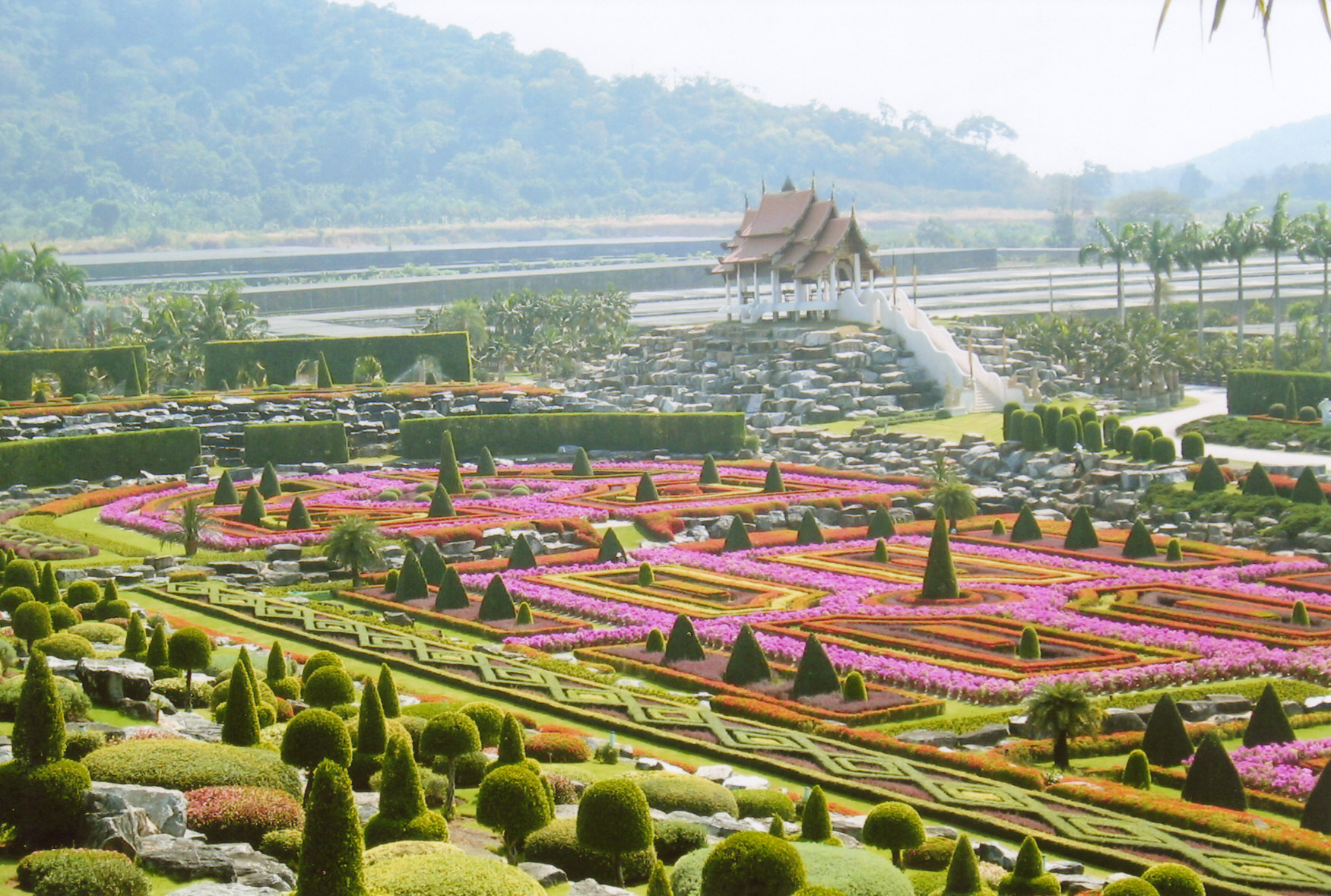
Nong Nooch

Từ một thị trấn đánh cá, Pattaya bùng nổ như là một điểm đến R & R trong chiến tranh Việt Nam. Nó đang phấn đấu để trở thành một điểm đến bên bờ biển hướng đến gia đình. Năm 2007, khách du lịch nước ngoài đến thăm Thái Lan với tổng số 14,5 triệu.
Các hoạt động phổ biến bao gồm chơi golf (19 sân golf trong vòng 40 phút từ Pattaya), đua xe go-kart, và tham quan các công viên và vườn thú khác nhau như Làng Voi, nơi trình diễn các phương pháp đào tạo và tái ban hành cổ được thực hiện hàng ngày. Vườn thú tư nhân Sri Racha Tiger có hổ, cá sấu và các loài động vật khác trong các buổi biểu diễn hàng ngày. Tàu ngầm du lịch Vimantaitalay cung cấp các chuyến đi trong vòng 30 phút dưới nước để ngắm san hô và sinh vật biển chỉ cách bờ biển vài km. Vườn thực vật nhiệt đới Nong Nooch, cách Pattaya khoảng 15 km về phía nam, là vườn thực vật rộng 500 mẫu Anh (2.0 km2) và vườn ươm phong lan, nơi trưng bày các chương trình văn hóa với tinh tinh và voi được đào tạo. Công viên cũng giữ nhiều con hổ và một loại chim.
Các điểm tham quan khác ở Pattaya bao gồm Công viên đá triệu năm, Trang trại cá sấu Pattaya, Công viên nước Pattaya Park Beach Resort, Công viên giải trí Funny Land, Trang trại hoa lan Siriporn, Xưởng rượu vang Silverlake, Thế giới dưới nước Pattaya, Nhà hát Thái Alangkarn Pattaya (chương trình văn hóa), Nghệ thuật chai Bảo tàng, Bảo tàng Believe It or Not của Ripley, và Thế giới dưới nước, một bể cá với một bộ sưu tập các loài sinh vật biển từ Vịnh Thái Lan bao gồm cá mập và cá đuối gai độc. Khao Pratamnak hoặc Khao Phra Bat là một ngọn đồi nhỏ giữa phía nam Pattaya và Jomtien Beach, nơi có tầm nhìn toàn cảnh thành phố và vịnh lưỡi liềm. Ngọn đồi được đứng đầu bởi Wat Khao Phra Bat, một ngôi đền, và tượng đài của Kromluang Chomphonkhetudomsak, người được coi là người cha sáng lập của hải quân Thái hiện đại.
Các Cartoon Network Amazone là một công viên nước gần sân golf hải quân cơ sở đã được mở vào cuối năm 2014. Nó có một chủ đề Cartoon Network. Công viên bao gồm các khu vực khác nhau, nơi có thể nhìn thấy các đường trượt nước khác nhau. Ngoài ra còn có một hồ bơi sóng và mô phỏng lướt sóng mà bất cứ ai cũng có thể sử dụng, và sân chơi nước lớn nhất ở Đông Nam Á, cũng bao gồm hai cái xô nghiêng. Một cơ sở thực phẩm được khai trương vào cuối năm 2014, và bao gồm một loạt các món ăn, từ món ăn Thái truyền thống đến ẩm thực Ý và Nhật Bản. Túp lều nhỏ có sẵn cho thuê xung quanh công viên. Vé hàng năm có sẵn cho những người muốn đến đó thường xuyên và dễ dàng đi bộ vào công viên. Một số cửa hàng và cửa hàng quà tặng vẫn đang được xây dựng và dự kiến sẽ hoàn thành vào cuối năm 2015.
RamaYana, với tổng diện tích hơn 18 ha (45 mẫu Anh / 102 Rai), là một trong những công viên nước lớn nhất châu Á, được khai trương vào tháng 5 năm 2016. Công viên được thiết kế như một công viên nước hiện đại được xây dựng trên một thành phố cổ châu Á. 21 slide nước, và một số trong số họ unique1, 2 khu dành riêng cho trẻ em, một con sông lười dài 600m và một hồ bơi sóng đôi với một bãi biển rộng 150m cũng như các hồ bơi thư giãn và hoạt động. Công viên, nằm 20 km về phía nam của thành phố Pattaya, gần với núi Phật lớn (Khao Chi Chan) và bên cạnh vườn nho Silverlake, có hồ và đảo tự nhiên trong và xung quanh công viên, và cũng bao gồm các điểm tham quan như chợ nổi, voi thật hay mê cung. Nhà hàng cung cấp hơn 100 món ăn và giao đồ ăn cho các ghế phơi nắng được cung cấp miễn phí. Công viên cũng cung cấp dịch vụ mát-xa và spa cá.
Sanctuary of Truth là một cấu trúc bằng gỗ lớn được xây dựng vào năm 1981 bởi biển tại Laem Ratchawet. Nó được hình thành từ khái niệm rằng nền văn minh nhân loại nợ sự tồn tại của nó đối với lẽ thật tôn giáo và triết học.
Mini Siam là một ngôi làng mô hình thu nhỏ các di sản của Thái Lan với bản sao của các di tích và di tích lịch sử nổi tiếng nhất bao gồm Chùa Phật Ngọc, Đài tưởng niệm Dân chủ, Cầu bắc qua sông Kwai và Prasat Hin Phimai. Các mô hình của Cầu Tháp Luân Đôn, Tháp Eiffel, Tượng Nữ thần Tự do và Đài phun nước Trevi cũng được hiển thị trong phần "thế giới nhỏ".
Wat Yanasangwararam Woramahawihan là một ngôi chùa được xây dựng vào năm 1976 cho Somdet Phra Yanasangwon, vị tộc trưởng tối cao hiện nay. Trong khuôn viên đền thờ là một bản sao của dấu chân của Đức Phật, và một bảo tháp lớn chứa các di tích Phật.
Chợ Thepprasit là chợ lớn nhất và nhộn nhịp nhất ở Pattaya. Nhà hàng mở cửa vào tối thứ 6, thứ 7 và Chủ Nhật hàng tuần trên Đường Thepprasit. Nó được biết đến với bán vật nuôi, có nhiều quầy hàng thực phẩm Thái Lan bao gồm các đặc sản địa phương như côn trùng chiên và bọ cạp cũng như quần áo, giày dép và đồ điện tử có thương hiệu.

### Bãi biển Pattaya
Cách phía Nam SiRacha vài km là bờ biển nghỉ mát của Pattaya, nơi nghỉ mát đầu tiên chiếm cứ vùng bờ biển dài nhất tại Thái Lan. Có vài vùng biển có gò đất cao đã trở nên nổi tiếng trước sự thán phục của mọi người. Nơi nghỉ mát đồ sộ này đã một thời danh tiếng là bãi biển phẳng lặng chỉ có một vài dãy địa điểm nghỉ mát đơn sơ phục vụ cho du khách thích du ngoạn bằng thuyền, các địa điểm nghỉ mát đơn sơ này chuyên bán đặc sản biển nằm cạnh các ngôi làng chài bé nhỏ. Bãi biển Pattaya với bãi cát vàng hình lưỡi liềm duyên dáng chạy dài 4 km, nước biển ấm áp thuộc vùng nhiệt đới, gió mát dễ chịu, bãi biển hoàn toàn vắng lặng.
Vào thập niêm 1970, nhờ những sự kiện khám phá sức quyến rũ của bãi biển. Một con đường mới được xây dựng làm giảm thời gian du lịch hai tiếng đồng hồ, đem lại vùng nghỉ mát dễ dàng gần gũi Bangkok hơn. Nhiều khách sạn đồ sộ bắt đầu mọc lên dọc theo bờ biển.
Thập niên 1980, người Châu Âu kéo đến bờ biển Pattaya, những nơi đó mệnh danh là Jomtien, vùng lân cận bờ biển kéo dài 4 km. Do nguồn vốn của Châu Á cung cấp, xây dựng nơi nghỉ hè bất kỳ bờ biển nào, nhưng Pattaya chưa ai nghe nói đến. Sự kiện này rơi vào quên lãng, nhưng Pattaya đang nỗ lực thay đổi. Quả nhiên, khách sạn có 20.000 phòng và đã đón gần 3 triệu du khách đến tham quan hàng năm. Chẳng mấy chốc, Pattaya có thể trở thành nơi nghỉ mát bờ biển xếp vào hạng thế giới. Pattaya có hai quốc lộ chủ yếu chạy song song dài 4 km đến vịnh. Phần chia phía Bắc thuộc con đường đang chiếm ưu thế, nhờ những khánh sạn hạng nhất, nhà hàng và quán rượu ở ngoài trời. Con đường thứ hai cũng có nhiều khách sạn và nhà hàng xen kẽ vào những quán rượu, những sàn nhảy, những cuộc trình diễn và các địa điểm vui chơi về đêm. Có nhiều dịch vụ liên quan đến con đường bờ biển và con đường thứ hai để nắm bắt các khách sạn nhỏ, nhà hàng và một số quán rượu.

### Bãi biển Jomtien

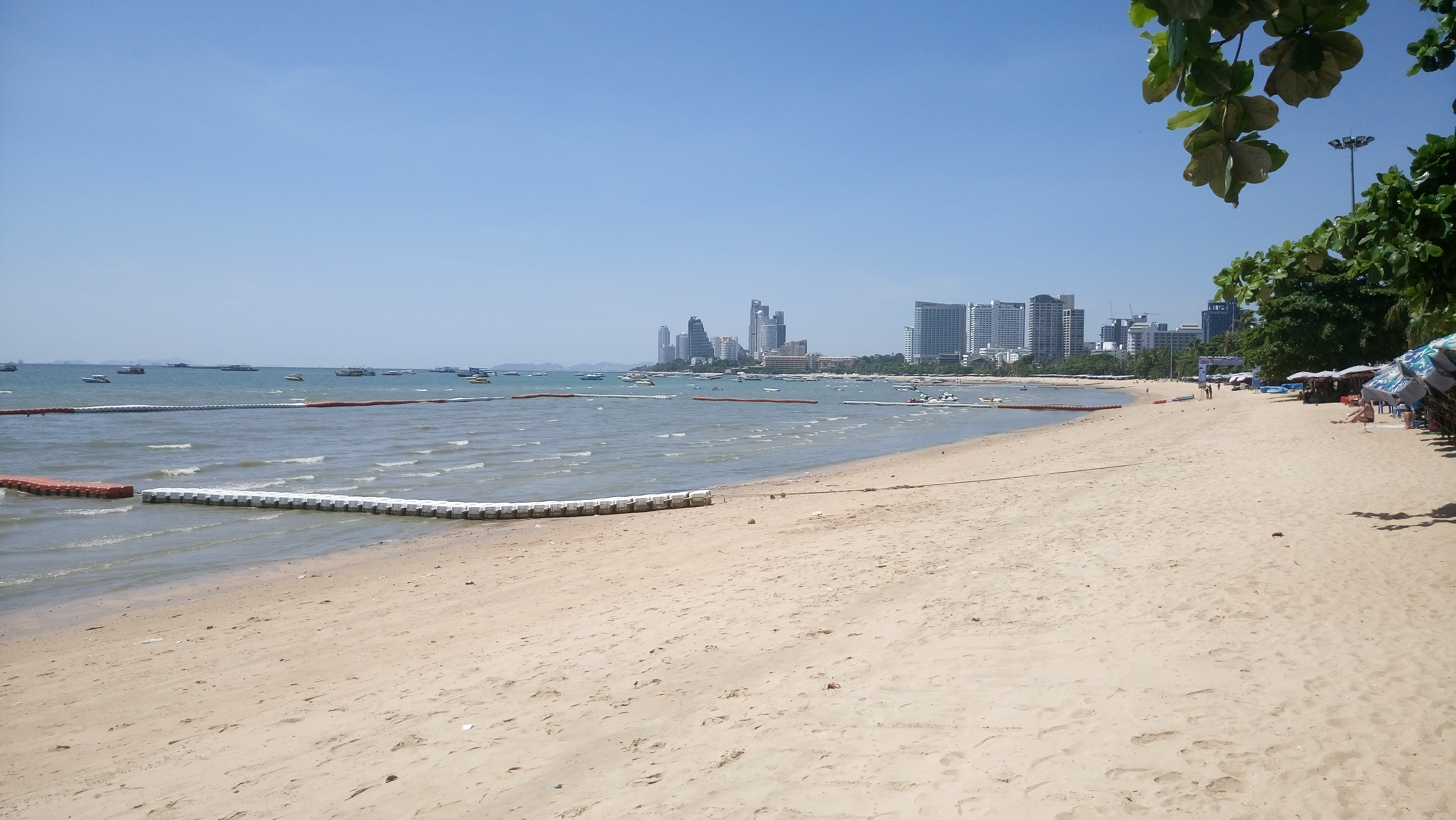
Bãi biển Pattaya lúc trời nắng

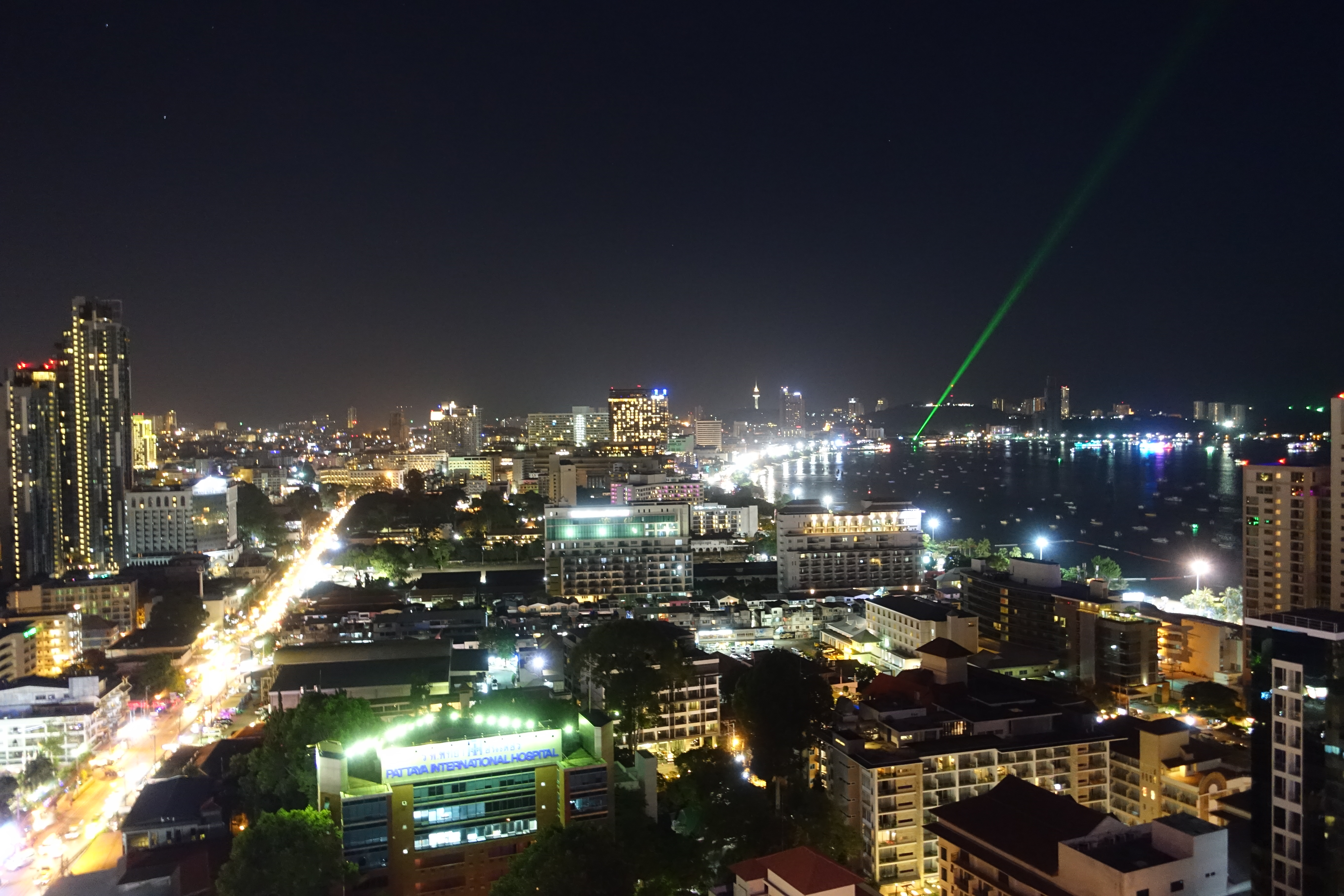
Pattaya về đêm. Đường Pattaya 2 ở bên tay trái

(Tên tiếng Anh: Jomtien Beach, tiếng Thái: หาดจอมเทียน)
Ngọn đồi Pattaya tách ra vùng nghỉ mát chủ yếu, từ vùng có những khách sạn sang trọng tới bờ biển tắm riêng. Xa hơn về phía Nam là nơi nghỉ mát Jomtien, với bờ biển lớn hơn Pattaya một chút. Tại đây là liên hợp nhà nghỉ mát, vài khách sạn lộng lẫy, nhiều địa điểm bán món ăn đặc sản biển và các nhà hàng khác. Pattaya và Jomtien là những địa điểm ưa thích dành cho giới chơi thể thao dưới nước, có đầy đủ trang thiết bị cho môn lướt ván có buồm, môn chèo thuyền, môn bơi lặn thể thao có trang bị ống hơi, sẵn sàng cho khách hàng thuê mướn, cùng môn thuyền máy chạy nhanh trên mặt nước và trang thiết bị trượt ván. Đây được xem là bộ môn thể thao yêu thích nhất của vùng biển này.
Jomtien nổi tiếng nhất với tháp Pattaya Park nằm trong khu phức hợp công viên với roller coaster, monorail và khu vui chơi dành cho thiếu nhi. Ở đây cao nhất có tháp Ocean 91 tầng cao 367 mét. Đây được xem là tháp cao nhất Thái Lan và là một trong những tháp cao nhất thế giới. Khu bãi biển này tập trung rất nhiều khu nghỉ và nổi tiếng nhất là Ambassador City Jomtien Resort với quy mô 4.000 phòng.

### Phía Nam Pattaya

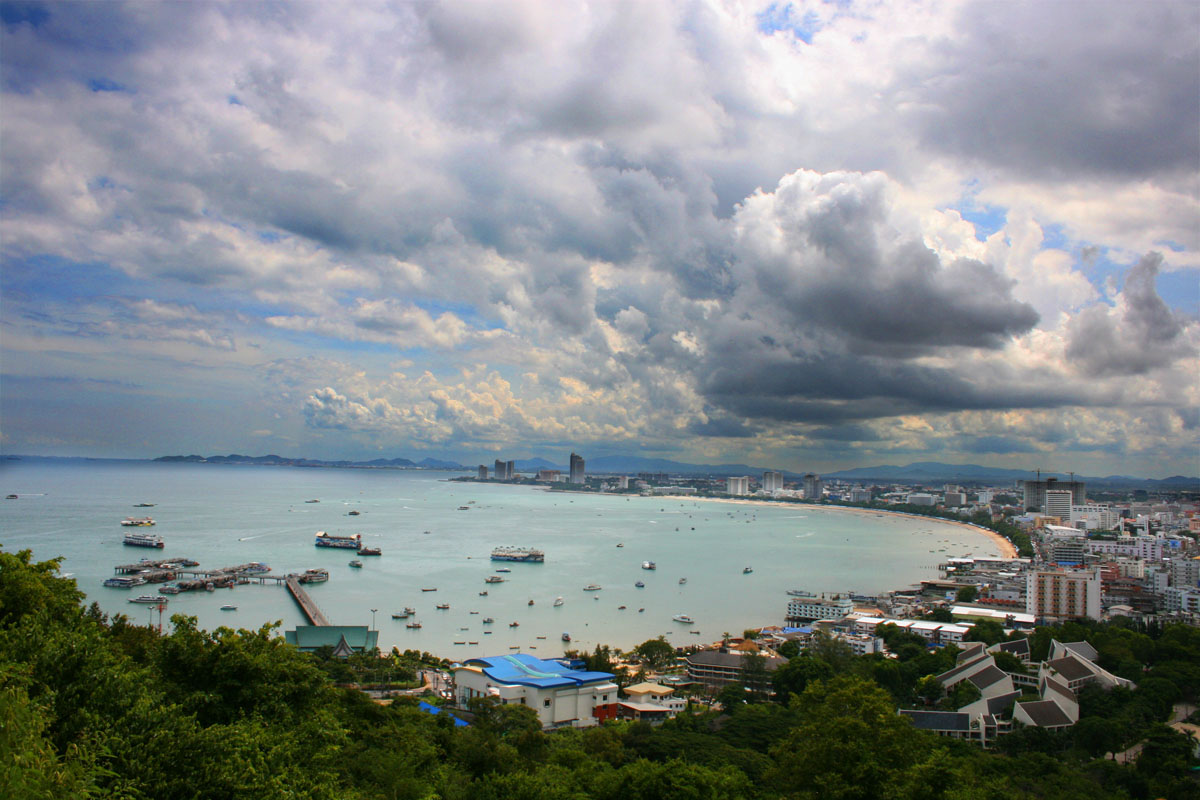
Bãi biển Pattaya

Bờ biển phía Đông Nam của Bangkok chạy dọc theo Vịnh Thái Lan, trao cho du khách chiêm ngưỡng nhiều bờ biển cát trắng mịn như bột phấn và biển cả màu xanh ngọc tuyệt đẹp với những công viên quốc gia và những nơi nghỉ mát trên đảo thuộc vùng nhiệt đới.
Quốc lộ chủ yếu chạy dọc theo phía Đông bờ biển Vịnh Thái Lan là xa lộ Sukhumvit, xa lộ này trở thành quốc lộ 3 phía ngoài Bangkok. Quốc lộ số 3 chính thức bắt đầu chạy dọc giao lộ sầm uất Ratchadamri của Bangkok, tại Thánh địa Erawan. Cuối cùng quốc lộ này chạy đến biên giới Campuchia.
Chon Buri-trải rộng ra trên một diện tích khá lớn, một thành phố kỹ nghệ có chừng 250.000 người, gồm các thương gia, những nhà kinh doanh và thợ thủ công, nơi đây dành cho hầu hết du khách trên đường đến Pattaya dừng chân dùng cơm trưa hay là ngừng lại nghỉ ngơi. Tuy nhiên, Choburi có chợ phiên bản địa, chia sẻ sự thu hút du khách tham quan. Bên ngoài thành phố có Wat Buddhabat Sam Yot (mở cửa suốt ngày và ngọn núi có ba chóp in dấu chân của Đức Phật. Đền thờ này do Hoàng đế Ayutthayadựng lên giữa vùng cây cỏ xanh tươi và được tu sửa suốt triều đại của quốc vương Chulalong Korn.
Gần trung tâm Chon Buri, một ảnh tượng đồ sộ của Đức Phật lắp ghép bằng vàng, tọa lạc tại Wat Dhamma Nimit (mở cửa hằng ngày đón du khách tham quan). Đây là bức tượng lớn trong vùng vịnh phía Đông, họa chân dung Đức Phật trên một chiếc thuyền, tượng cao 40 mét, thuật lại câu chuyện về cuộc hành trình của Đức Phật đến thành phố Pai Salee đang bị bệnh dịch tả hoành hành.
Đặc sản nơi đây hầu hết là những loại hàu của Thái Lan được cư dân khai thác trong bờ biển Vịnh Thái Lan. Sự kiện này phát triển thành công ở trong vùng. Suốt thập niên 1970 và đầu thập niên 1980, vùng đất quanh Chonburi thụ hưởng một thời kỳ thịnh vượng. Nơi đây còn là một trung tâm sản xuất khoai mì.
Pattaya xứng danh là một trong những thành phố biển cao cấp nhất trên thế giới với hoạt động mua sắm nhộn nhịp, phương tiện giải trí hiện đại với hơn 300 khách sạn cao cấp, hàng ngàn cửa hiệu, nhà hàng và quán rượu. Ngoài ra còn có rất nhiều trung tâm vui chơi thể thao như bãi biển,sân golf,sàn đấu môn boxing Thái. Cả ngày du khách có thể tham gia bơi lặn, lướt sóng, đua thuyền và chạy xe scooter. Về đêm du khách có thể vừa thưởng thức món ăn vừa xem diễn trò ở các nhà hàng và quán rượu.

### Pattaya về đêm

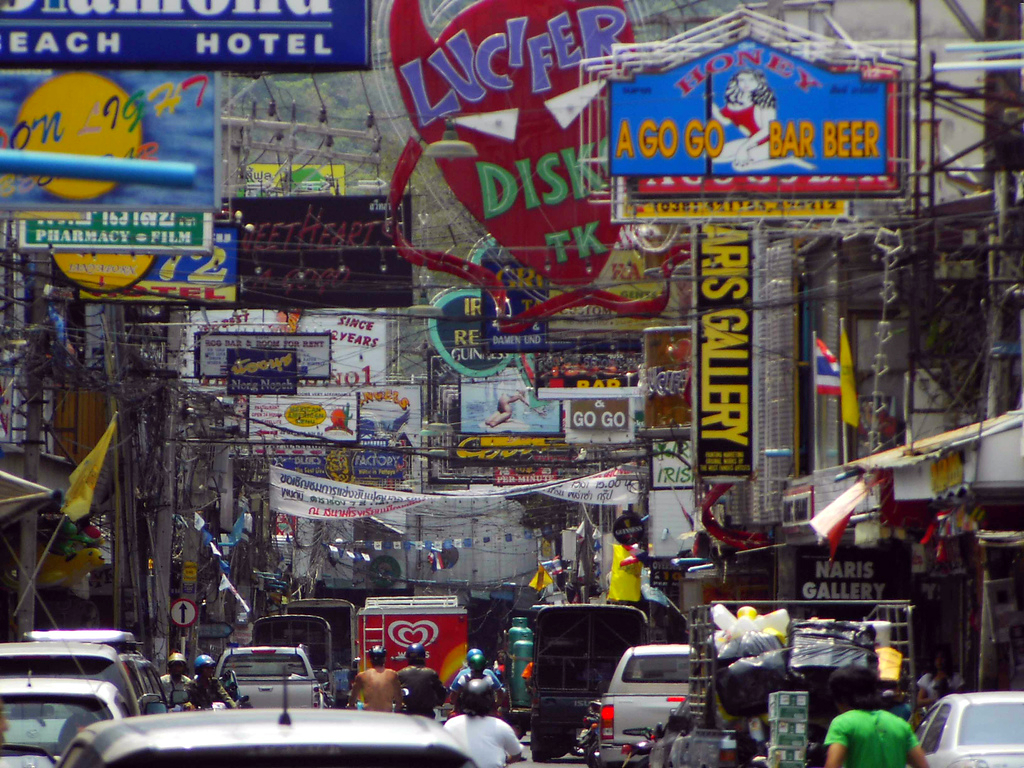
Phố đi bộ ở Pattaya

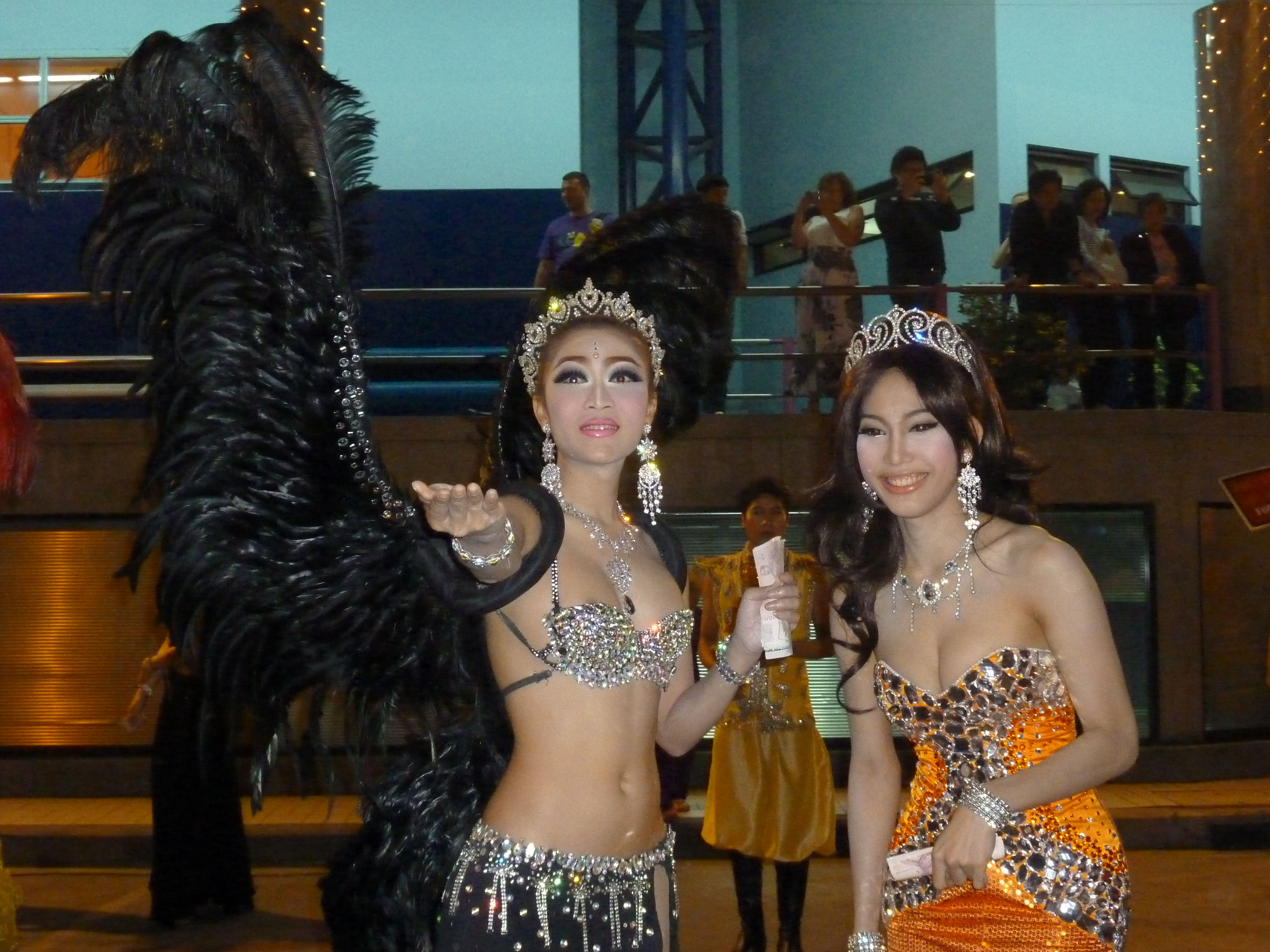
Hai nghệ sĩ chuyển giới ở Pattaya, Thái Lan

Cuộc sống thành phố trở nên nhộn nhịp khác thường vào ban đêm. Những quán bar, vũ trường, sòng bạc, các tụ điểm ăn chơi và tấp nập du khách đến thư giãn giải trí. Bởi thế, Pattaya còn được gọi là "thành phố đêm". Những hoạt động vui chơi giải trí về đêm đa dạng ở Pattaya kéo dài đến tận 2h sáng. Khi màn đêm buông xuống khu vực đường bờ biển ở Nam Pattaya được biến thành nơi để dạo chơi (cấm tất cả xe cộ). Đây chính là một trong những "điểm nóng" về hoạt động vui chơi giải trí về đêm của Pattaya. Nếu Pattaya nổi tiếng với các hoạt động về đêm thì Nam Pattaya chính là viên ngọc tỏa sáng nhất trong khu vực nhờ sự phong phú đa dạng trong các loại hình vui chơi giải trí. Du khách có thể thưởng thức môn đấm box Thái, hoặc vừa mua sắm tại các cửa hiệu, vừa ăn uống và vui chơi tại các nhà hàng, câu lạc bộ, quán rượu và sàn nhảy....

### Đảo

#### Đảo Ko Larn
Ngoài khơi bờ biển là Ko Larn, là một hòn đảo san hô,còn gọi là hòn đảo trơ trụi - vì nổi tiếng rặng đá ngầm san hô. Tại những nơi này, đã từ lâu do ngư dân sử dụng chất nổ đánh cá, phá hủy san hô và làm cho đàn cá không phát triển. Vẫn còn những chiếc thuyền có đáy bằng kính đưa đón du khách từ tàu thả lưới, đến bờ các đảo trơ trụi, giúp du khách nhìn vào san hô màu xám đã chết, bằng một niềm hy vọng thấy được vài thứ còn sống sót và đang chuyển động.
Ko Larn có bờ biển cát khá rộng, mịn màng mà Pattaya không có, chính là nơi kỳ diệu, giúp du khách thoải mái thư giãn. Tại bờ biển mọc lên nhiều nhà hàng chuyên phục vụ biển đặc sản cao cấp ngon lành và sẵn có cơ sở vật chất dành cho các môn thể thao ở dưới nước, đối với những vị khách muốn khuấy động ngay ghế dựa lưng của họ tại bờ biển. Ngoài ra, tại hòn đảo này cũng có một số sân chơi golf.
Năm này qua năm khác, du khách khám phá càng ngày càng xa hơn về phía Nam của Pattaya, phát hiện nhiều vùng nghỉ mát lý tưởng, kết hợp những căn nhà nghỉ mát, tọa lạc quanh một hồ nước êm dịu nên thơ, cung ứng cho du khách nhiều hoạt động thích thú: những buổi biểu diễn voi, vườn ươm hoa phong lan và khu vườn trồng xương rồng đủ loại.

#### Đảo Ko Samet
Thật ra đảo này không thuộc Pattaya thuộc Chon Buri mà là của tỉnh Rayong. Tuy nhiên từ Pattaya có thể đến với đảo này lại gần và là điểm đến thường xuyên nhất của du khách từ Pattaya. Cảng cá này có phong cảnh thiên nhiên đẹp tuyệt vời, ẩn mình về phía Tây nhờ phần lộ thiên dãy núi đá và nhờ hòn đảo Ko Samet chạy dài 6 km về phía Nam. Hòn đảo này được sinh viên khoa văn hóa Thái quan tâm xem như địa điểm đẹp, thi sĩ Sunthorn Phu thuộc trường phái lãng mạn, đã lui về nơi đây để sáng tác những bài thơ của mình. Thi sĩ chào đời gần Klaeng, nên nhà thơ có lần đã gọi đảo là Ko Kaeo Phisadan, hay hòn đảo có cát trắng mịn như muôn vàn mảnh thủy tinh.
Sự đánh gía của thi sĩ Sunthorn về phương diện thực tiễn cũng như mặt thi vị và thơ mộng của đảo: Hòn đảo và bờ biển là nguồn sản xuất chủ yếu về cát bờ biển tuyệt vời nhất trên thế giới, sự thật các nhà máy sản xuất kính hiểu rõ giá trị của cát. Từ sự lui về ẩn dật mang tính cách thơ ca của một nhà thơ nổi tiếng, hòn đảo hoàn toàn chiếm được sự ưa thích của du khách, xem như một nơi nghỉ mát tuyệt vời.
Tuy nhiên, hòn đảo hiện đang bị mất dần những cảnh quan vì những khách sạn, resort đang mọc lên và ô nhiễm môi trường nghiêm trọng.
Hầu hết những nơi nghỉ mát và những căn nhà nghỉ mát bé nhỏ phát triển bất hợp pháp. Vì hòn đảo là một phần diện tích của công viên quốc gia và sự phát triển của các khu nghỉ mát dọc theo bờ biển bất chấp luật pháp. Hầu như Chính phủ ra lệnh ngưng hoạt động trên hòn đảo và nhiều lúc cấm tạm trú qua đêm. Quần chúng địa phương khiếu nại, cho đó là điều đúng đắn, hoạt động những gì họ muốn trên hòn đảo.

#### Nhóm đảo
Một số hòn đảo có thể kể đến và được xem là những viên ngọc của 
Pattaya là Ko Sak, Ko Krok (khá gần Ko Lan), và vô số những viên ngọc khác xa hơn có thể kể đến là (Ko Rin, Ko Man Wichai, Ko Hua Chang, và Ko Badan) bao bọc Pattaya và là một trong những điểm thu hút khách du lịch.

### Cabaret Shows (คาบาเร่ต์โชว์)
Là chương trình của các diễn viên nam chuyển đổi giới tính. Chương trình này có 2 chương trình biểu diễn là: Alcaza show và Tifany show đều nằm trên đường Pattaya Road 

#### Alcaza show (อัลคาซ่าร์ คาบาร์เร่ต์))
Sân khấu nằm trên đường Pattaya Road 2. Đây cũng được xem là một trong những điểm hấp dẫn nhất của Pattaya. Alcaza show là một chương trình biểu diễn nghệ thuật của những diễn viên là nam đã chuyển đổi giới tính. Kathoey - một cái tên gọi dành cho giới thứ 3 ở Thái Lan. Hầu hết họ đều là những người chuyển đổi giới tính. Với sân khấu hoành tráng, âm thanh hiện đại cùng kỹ xảo sân khấu đã làm cho những tiết mục này luôn luôn đầy ắp khán giả và những show diễn như thế này diễn ra suốt 2 giờ liền và cứ cách 2 giờ lại có một show diễn khác. Sau giờ diễn, du khách có thể chụp hình cùng với những diễn viên đã chuyển đổi giới tính này với giá 2 $ một tấm.

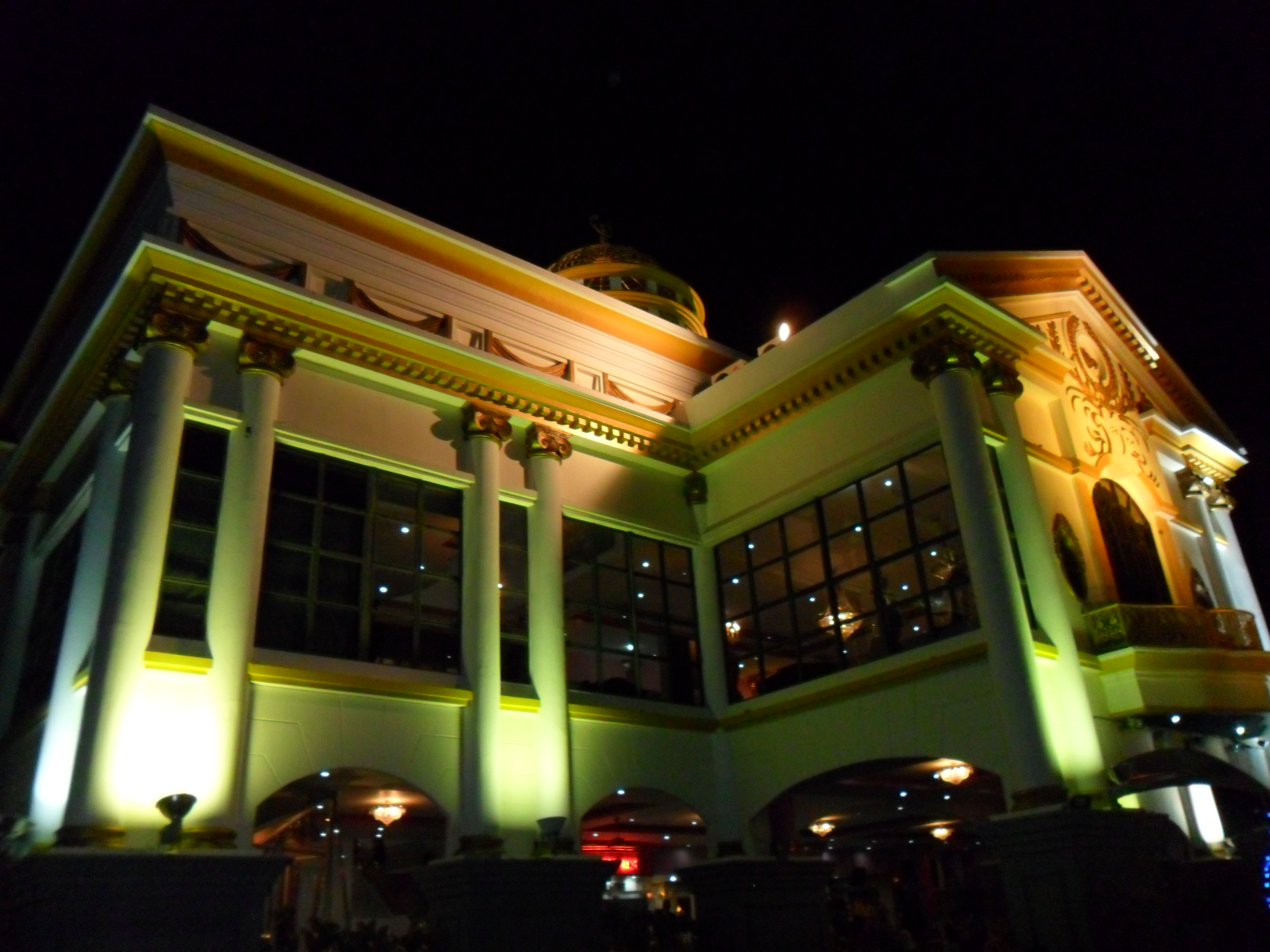
Nhà hát Tiffany- lâu đời nhất Pattaya, nơi tổ chức cuộc thi Miss World Tiffany

#### Tiffany Show (ทิฟฟานี่ โชว์)
Tương tự giống như chương trình Alcaza show, địa điểm này cũng nằm trên đường Pattaya 2. Đặc biệt chương trình được biểu diễn bằng nhiều thứ tiếng, bởi chính người nước đó, trong đó có tiếng Việt.

## Phương tiện du lịch đến Pattaya
- Ô tô: Du khách mất khoảng 2h30 phút để đến Pathaya bằng xe ô tô dọc theo đường cao tốc Bangna Trat và băng qua Bang Pakong,ChonBuri và Si Racha. Tuy nhiên, có thể không đi ngang qua Chonburi bằng cách rẽ vào xa lộ 36-tuyến đường nối liền ChonBuri-Pattaya -Rayong hoặc theo đường Rama 9.
- Xe bus: Mỗi ngày đều có các chuyến xe bus được trang bị máy lạnh khởi hành từ bến đỗ phía Đông (Ekamai) và đỗ phía Bắc (Mochit II Bus Terminal) trên đường Kamphaengphet. Các xe bus không được trang bị máy lạnh thường khởi hành từ bến đỗ phía Đông từ 5h sáng đến 10h tối.
- Xe lửa: Hệ thống xe lửa Thái Lan có các chuyến xe hàng ngày từ ga Hualamphong của Bangkok từ 6h55 sáng.

## Phương tiện trong thành phố
- Songthaew: một loại xe khá phổ biến ở các thành phố du lịch của Thái Lan, nó dễ sử dụng và có thể dễ dàng tìm thấy ở bất cứ địa điểm nào trên đường phố Pattaya. Đường dọc bãi biển Pattaya

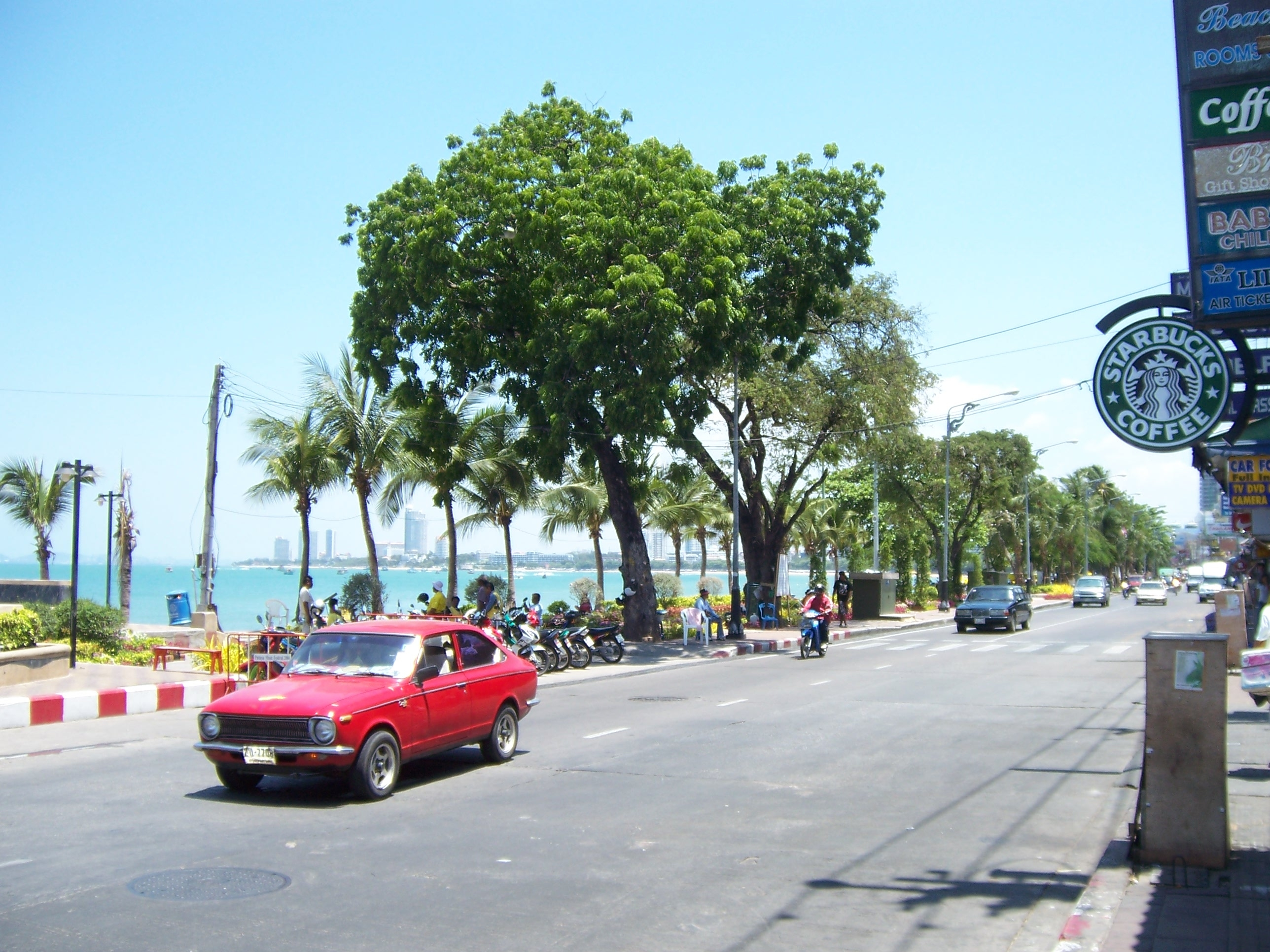
Đường dọc bãi biển Pattaya

- Motorbike-taxi: Sử dụng như là một phương tiện di chuyển dễ dàng trên các đèo và sườn núi khá thú vị để có thể ngắm nhìn phong cảnh.

## Các điểm tham quan khác
- Vườn thú Sri Racha Tiger Zoo
- Buddhabat Sam Yot
- Dhamma Nimit
- Làng voi Pattaya
- Bang Saen
- Sở thú ngoài trời Khao Khieo
- The Million Years Stone Park Pattaya Crocodile Farm
- Pattaya Park Beach Resort Water Park
- Funny Land Amusement Park
- Siriporn Orchid Farm
- Underwater World Pattaya
- Thai Alangkarn Theater Pattaya
- Bottle Art Museum
- Mini Siam
- Ripley's Believe
- Phố đi bộ.
- Underwater World (อันเดอร์วอเตอร์ เวิลด์)
- Khao Phra Tam Nak or Khao Phra Bat (เขาพระตำหนัก หรือ เขาพระบาท)
- Sanctuary of Truth (ปราสาทสัจธรรม)
- Mini Siam (เมืองจำลองพัทยา)

## Trung tâm mua sắm
- Các siêu thị
- Carrefour trên đường Pattaya Central
- BigC trên đường Pattaya Central
- Tesco Lotus trên đường Pattaya North